# Vaginite candidosique
 Mise en garde médicale
La vaginite candidosique ou candidose vaginale est une vaginite par une mycose le plus souvent Candida albicans. Cette dernière se trouve la plupart du temps dans le vagin et le système digestif et ne provoque pas de troubles. Néanmoins, quand l'organisme est confronté à certains éléments, l'équilibre de la région vaginale est modifié, et le champignon peut alors se multiplier et entraîner une candidose.
Elle est très fréquente et peut être sujette à plusieurs récidives selon différents facteurs.

## Épidémiologie
- Soixante-quinze pour cent des femmes connaîtront au moins un épisode de candidose dans leur vie.
- Les taux de colonisation vaginale transitoire et asymptomatique sont élevés.
- Il existe rarement un facteur déclenchant bien qu'une utilisation actuelle ou récente d'antibiotiques, une grossesse par augmentation du taux d'œstrogène circulant, une prise de corticostéroïdes (immunosuppresion), un diabète sucré mal contrôlé et un déficit immunitaire peuvent souvent provoquer un épisode.
- La candidose vaginale peut causer une candidose congénitale chez le nouveau-né[1].

## Signes cliniques
La patiente se plaint de prurit, dysurie externe, d'écoulement vaginal blanchâtre (laiteux avec grumeaux), dyspareunie au niveau de l’orifice vaginal. Il existe souvent une exacerbation ou l'apparition des signes avant la menstruation.
Il n'y a généralement pas d'odeur dérangeante. Une odeur importante d'amine (odeur de poisson, saumonnée) avec pertes verdâtres suggère une vaginose bactérienne.
À l'examen clinique, on trouve des pertes vaginales blanches, grumeleuses et adhérentes et un érythème de la vulve, du vagin ou de l’orifice vaginal.

### Aide du laboratoire
Le laboratoire n'est pas nécessaire en cas d'aspect clinique typique. Le laboratoire retrouvera dans 90 % des cas un Candida albicans et dans les autres cas un Torulopsis glabrata, d’autres espèces de candida et d’autres levures.

#### Vulvo-vaginite candidosique récurrente
- La majorité des femmes souffrant d’une vulvo-vaginite candidosique récurrente ne présentent aucun état prédisposant apparent.
- L’histoire naturelle et la pathogénèse de l’infection ne sont pas bien établies.
- Une faible proportion de femmes (inférieure à 5 %) peuvent avoir eu une candidose  récidivante définie comme trois épisodes ou plus de vulvo-vaginite candidosique symptomatique, dont au moins un épisode confirmé en laboratoire en un an.
- Chez certaines patientes, l’infection réapparaît après des cures répétées d’antibactériens systémiques.

## Traitement
Ces traitements peuvent être contre-indiqués pendant la grossesse (fluconazole, acide borique…).
On ne traite pas une candidose asymptomatique de découverte fortuite (par exemple au cours d'un frottis de dépistage).
- Traitement intravaginal : Les préparations intravaginales vendues sans ordonnance sont efficaces. Les dérivés azoles (miconazole, éconazole, etc.) ont un taux d’efficacité clinique et mycologique plus élevé que les polyènes. Certaines femmes peuvent éprouver  certains effets secondaires tels qu’une irritation et une sensation de cuisson au niveau de la vulve.

Utilisation de l’acide borique,,,.
- Traitement oral : fluconazole, 150 mg per os en dose unique (contre-indiqué durant la grossesse). Il semble avoir la même efficacité que les produits intravaginaux.
- Le partenaire sexuel masculin devrait être traité seulement en présence d’une balanite à Candida : application d’une crème à base de miconazole ou de clotrimazole deux fois par jour pendant sept jours.

D'après une étude randomisée contrôlée à triple insu, la Calendula officinalis semble avoir été efficace dans le traitement de la candidose vaginale et avoir un effet à long terme retardé mais plus important que celui du clotrimazole.

## Prévention
Les probiotiques et les gels à base de zinc peuvent prévenir la réinfection,.

### Sources
- Lignes directrices canadiennes pour les maladies sexuellement transmissibles